# Aeroportul Xilinhot
Aeroportul Xilinhot (IATA: XIL, ICAO: ZBXH) este un aeroport din Mongolia Interioară, Republica Populară Chineză ce deservește zona Xilinhot⁠(d). Aeroportul a fost tranzitat în 2022 de 363.110 pasageri. A fost numit după zona deservită.
Aeroportul dispune de o singură pistă.